# 乔瓦尼·玛丽亚·维安
乔瓦尼·玛丽亚·维安（義大利語：Giovanni Maria Vian；1952年3月10日—）是一位意大利教父语文学教授和记者。维安出生于罗马。他於2007年至2018年間担任《罗马观察报》主编，2018年榮休，現為該報的的「榮休主任」。

## 编者事业
作为罗马观察报的主编，他不得不面对过报纸是否对贝拉克·奥巴马政府做出无根据支持的争议。在他担任主编期间，报纸也因为称赞《哈利·波特》和迈克尔·杰克逊而引人关注。
他於2007年開始出任《羅馬觀察報》總編輯，11年後榮休。榮休後轉為該報的「榮休主任」。